# Sadeng (Gunung Pati)
Sadeng is een bestuurslaag in het regentschap Semarang van de provincie Midden-Java, Indonesië. Sadeng telt 6057 inwoners (volkstelling 2010).